# Tempest (Band)
Tempest war eine britische Jazzrockband.

## Geschichte
Jon Hiseman, Schlagzeuger von Colosseum, gründete die Band 1972. Die Band startete  mit Sänger Paul Williams (vormals Bluesbreakers und Juicy Lucy), Mark Clarke (vormals Colosseum und Uriah Heep) und Allan Holdsworth. Nach Veröffentlichung des Debütalbums „Tempest“ verließ Williams die Band, für ihn kam Ollie Halsall, der schon mit Brian Eno gearbeitet hatte. Das zweite Album „Living in Fear“ erschien 1974.  
1975 löste die Band sich auf und Hiseman gründete Colosseum II. 
2005 wurde „Living in Fear: The Anthology“ als Rückblick auf das Schaffen der Band veröffentlicht.

## Diskografie
- Tempest (1972)
- Living in Fear (1974)